# Guwahati
Pronunciação
Guwahati ou Gauhati é uma cidade do estado de Assão, na Índia. Localiza-se nas margens do rio Bramaputra. Foi fundada no século VI.